# RFC Tilleur
RFC Tilleur – belgijski klub piłkarski, mający siedzibę w dzielnicy Tilleur w mieście Saint-Nicolas, na wschodzie kraju. Obecnie gra w Division 2 Amateur.

## Historia
Chronologia nazw:
- 1899: Tilleur Football Club
- 1925: Royal Tilleur Football Club
- 1989: Royal Football Club Tilleur-Saint-Nicolas – po fuzji z Royal Saint-Nicolas FC
- 1995: klub rozwiązano – po fuzji z Royal Club Liégeois
- 2002: Football Club Tilleur-Saint-Nicolas
- 2003: Royal Football Club Tilleur-Saint-Gilles – po fuzji z Royal Cercle Sportif Saint-Gilles
- 2014: Royal Football Club Tilleur – po fuzji z Royal Football Club Cité Sport Grâce-Hollogne

Klub sportowy Tilleur FC został założony w miejscowości Saint-Nicolas w 1899 roku przez kilku towarzyszy z dzielnicy Tilleur. Z powodu braku boiska, klub musiał poczekać do 1904 roku, aby móc dołączyć do UBSSA. Początkowo zespół grał w mistrzostwach "juniorów". Dopiero w sezonie 1909/10 startował w rozgrywkach Coupe de Championnat, grając na drugim poziomie, zwanym Promotion. W 1913 roku klub przeprowadził się do nowego boiska w Le Bois d'Avroy w Sclessin. Klub przeprowadził się ponownie w 1926 roku na Stade du Pont d'Ougrée. W 1919 po wznowieniu rozgrywek klub kontynuował występy na drugim poziomie. W sezonie 1919/20 zdobył swój pierwszy tytuł mistrza Promotion, ale z powodu zablokowania awansów i spadków ustalonej przez Federację Belgijską po I wojnie światowej, klub nie otrzymał promocji do najwyższej ligi.
W sezonie 1924/25 drużynie udało się od razu wygrać rozgrywki w Promotion série A i natychmiast awansować do Division d'Honneur. W 1925 roku klub został uznany przez "Société Royale" w związku z czym przemianowany na Royal Tilleur FC. Debiutowy sezon w Division d'Honneur zakończył na ostatnim 14.miejscu i spadł z powrotem do drugiej dywizji, która zmieniła nazwę na Division 1. W grudniu 1926 roku w belgijskiej piłce nożnej powstał rejestr matriculaire, czyli rejestr klubów zgodnie ich dat założenia. Klub otrzymał nr rejestracyjny matricule 21.
W sezonach 1928/29 i 1933/34 ponownie grał w Division d'Honneur, ale za każdym razem po zajęciu ostatniej 14.pozycji spadał z powrotem do drugiej dywizji. W 1939 po raz kolejny został mistrzem Division 1 série B, ale z powodu wybuchu II wojny światowej rozgrywki zostały zawieszone na dwa lata. W sezonie 1941/42 startował w Division d'Honneur i tym razem na dłużej zatrzymał się na najwyższym poziomie.
Po zakończeniu II wojny światowej stadion klubu został częściowo zniszczony przez bombardowanie. Konieczne były prace remontowe, które zobowiązywały klub do regularnego szukania stadionu. W 1948 roku po dwóch latach gry na drugim poziomie powrócił do Division d'Honneur, w której pozostał jedenaście sezonów z rzędu.
W 1959 roku klub spadł do drugiej dywizji, która w 1952 roku po reformie systemu lig otrzymała nazwę Division 2/Tweede klasse. W 1960 klub przeniósł się do swojej nowej "świątyni" - stadionu Buraufosse, położonego zaledwie kilka kilometrów od Sclessin. W 1964 roku zwyciężył w Division 2 i po 5 latach wrócił do pierwszej dywizji. W sezonie 1966/67 po raz ostatni zagrał w pierwszej dywizji, spadając do Division 2. Sześć lat później w 1973 został zdegradowany na rok do Division 3. W 1976 ponownie spadł do trzeciej dywizji, a w 1982 na rok do Promotion (D4). W 1985 po raz drugi spadł do czwartej dywizji. W 1989 roku klub połączył się z Royal Saint-Nicolas FC (matricule 667) w RFC Tilleur-Saint-Nicolas. Po wzmocnieniu klub natychmiast zwyciężył w Promotion série D w sezonie 1989/90 i wrócił do Division 3. 
W lipcu 1995 roku klub z powodów problemów finansowych był zmuszony połączyć się ze swoim czcigodnym sąsiadem Royal Club Liégeois (matricule 4), który również nie miał środków finansowych. Tak więc numer 4 został przeznaczony dla nazwy Royal Tilleur Football Club Liégeois (lub RTFCL), a numer 21 został skreślony z listy URBSFA, po czym klub został rozwiązany.
W 2002 roku klub został odrodzony z nazwą FC Tilleur (otrzymał numer rejestracyjny 9405). W następnym roku nastąpiła fuzja z R.CS Saint-Gilles (matricule 2878). Zespół rozpoczął występy w najniższych ligach na poziomie prowincjonalnym. W 2014 roku po połączeniu z R.FC Cité Sport Grâce-Hollogne (matricule 2913) zmienił nazwę na RFC Tilleur. Tak jak partner po fuzji grał w czwartej dywizji, to klub otrzymał numer rejestracyjny 2913 i startował w sezonie 2014/15 w Promotion série D. Po zajęciu 12.pozycji i przegranych barażach został zdegradowany do rozgrywek prowincjonalnych. W 2016 zwyciężył w pierwszej lidze prowincjalnej, ale przed rozpoczęciem sezonu 2016/17 doszło do reorganizacji systemu lig. W wyniku tej zmiany klub został zakwalifikowany do Division 3 Amateur (D5). W 2018 awansował do czwartej ligi, zwanej Division 2 Amateur. Sezon 2019/20 nie dokończono z powodu COVID-19. Klub został sklasyfikowany na dziesiątej pozycji, którą posiadał po 23 kolejkach przed zawieszeniem rozgrywek. Ale klub nie ubiegał się o licencję ligową i rozpoczął rozgrywki w następnym sezonie w 1re Provinciale Liège.

## Barwy klubowe, strój
|  |  |

Klub ma barwy niebiesko-białe. Zawodnicy domowe spotkania zazwyczaj grają w pasiastych pionowo niebiesko-białych koszulkach, białych spodenkach oraz białych getrach.

## Sukcesy

### Trofea międzynarodowe
| \| \| Zdobyte trofea w rozgrywkach międzynarodowych (stan na: 31-05-2019) \| |                                                                     |      |          |
| Rozgrywki                                                                    | Osiągnięcie                                                         | Razy | Sezon(y) |
| · Liga Mistrzów · (Puchar Europy)                                            | zdobywca                                                            | 0    |          |
| · Liga Mistrzów · (Puchar Europy)                                            | finalista                                                           | 0    |          |
| · Liga Europy · (Puchar UEFA)                                                | zdobywca                                                            | 0    |          |
| · Liga Europy · (Puchar UEFA)                                                | finalista                                                           | 0    |          |
| · Puchar Intertoto                                                           | zdobywca                                                            | 0    |          |
| · Puchar Intertoto                                                           | finalista                                                           | 0    |          |
| · Puchar Intertoto                                                           | r.grupowa                                                           | 1    | 1966/67  |
| FIFA                                                                         | Zdobyte trofea w rozgrywkach międzynarodowych (stan na: 31-05-2019) |      |          |

### Trofea krajowe
| \| \| Zdobyte trofea w rozgrywkach Belgii (stan na: 31-05-2020) \| |                                                           |      |                                                             |
| Rozgrywki                                                          | Osiągnięcie                                               | Razy | Sezon(y)                                                    |
| · Mistrzostwo                                                      | I miejsce                                                 | 0    |                                                             |
| · Mistrzostwo                                                      | II miejsce                                                | 0    |                                                             |
| · Mistrzostwo                                                      | III miejsce                                               | 0    |                                                             |
| · Mistrzostwo                                                      | 4.miejsce                                                 | 1    | 1964/65                                                     |
| · Puchar                                                           | zdobywca                                                  | 0    |                                                             |
| · Puchar                                                           | finalista                                                 | 0    |                                                             |
| · Puchar                                                           | półfinalista                                              | 3    | 1934/35, 1965/66, 1971/72                                   |
| · II liga                                                          | I miejsce                                                 | 5    | 1919/20, 1924/25 (A), 1932/33 (B), 1938/39 (B), 1947/48 (A) |
| · II liga                                                          | II miejsce                                                | 4    | 1927/28, 1931/32 (B), 1937/38 (A), 1963/64                  |
| · II liga                                                          | III miejsce                                               | 4    | 1922/1923, 1923/1924, 1926/1927, 1946/1947 (A)              |
| Belgia                                                             | Zdobyte trofea w rozgrywkach Belgii (stan na: 31-05-2020) |      |                                                             |

- Division 3 (D3):
  - wicemistrz (1x): 1973/74 (A)
  - 3.miejsce (2x): 1979/80 (B), 1990/91 (B)

- Promotion (D4):
  - mistrz (2x): 1982/83 (C), 1989/90 (D)

## Poszczególne sezony

### Rozgrywki międzynarodowe

#### Europejskie puchary
Legenda do wszystkich tabel:
- Q – runda eliminacyjna, 1/16, 1/8, 1/4, 1/2 – odpowiednia faza rozgrywek, Grupa – runda grupowa, 1r gr – pierwsza runda grupowa, 2r gr – druga runda grupowa, F – finał, R – runda, PO – play-off
- k. – rzuty karne, los. – losowanie, Dogr. – dogrywka, w. – zasada bramek strzelonych na wyjeździe

| Sezon   | Rozgrywki        | Runda | Przeciwnik      | Dom | Wyjazd | Ogólnie    |
| ------- | ---------------- | ----- | --------------- | --- | ------ | ---------- |
| 1966/67 | Puchar Intertoto | Grupa | Go Ahead Eagles | 0–8 | 2–3    | 3. miejsce |
| 1966/67 | Puchar Intertoto | Grupa | Foggia Calcio   | 0–1 | 0–1    | 3. miejsce |
| 1966/67 | Puchar Intertoto | Grupa | FC Sion         | 6–0 | 2–0    | 3. miejsce |

### Rozgrywki krajowe
| \| Belgia \| Bilans występów klubu w rozgrywkach piłkarskich Belgii (Stan na 31 maja 2020 r.) \| \| |                                                                                  |        |       |   |   |   |    |    |     |                                                                                                   |        |        |      |
| Poziom                                                                                              | Rozgrywki                                                                        | Sezony | Mecze | Z | R | P | B+ | B– | Pkt | Lata                                                                                              | Awanse | Spadki | Naj. |
| I                                                                                                   | Division d'Honneur/ Division 1                                                   | 21     |       |   |   |   |    |    |     | 1925/26, 1928/29, 1933/34, 1941–1944, 1945/46, 1948–1959, 1964–1967                               | 0      | 6      | 4    |
| II                                                                                                  | Promotion/ Division 1/ Division 2                                                | 37     |       |   |   |   |    |    |     | 1909–1914, 1919–1925, 1926–1928, 1929–1933, 1934–1939, 1946–1948, 1959–1964, 1967–1973, 1974–1976 | 6      | 2      | 1    |
| III                                                                                                 | Division 3                                                                       | 14     |       |   |   |   |    |    |     | 1973/74, 1976–1982, 1983–1985, 1990–1995                                                          | 1      | 2      | 2    |
| IV                                                                                                  | Promotion/ Division 2 Amateur                                                    | 9      |       |   |   |   |    |    |     | 1982/83, 1985–1990, 2014/15, 2018–2020                                                            | 2      | 2      | 1    |
| V                                                                                                   | 1re Provinciale Liège/ Division 3 Amateur                                        | 7      |       |   |   |   |    |    |     | 2009/10, 2011–2014, 2015–2018                                                                     | 2      | 1      | 1    |
| | Puchar Belgii                                                                    | 26+    |       |   |   |   |    |    |     | od 1912                                                                                           | 0      | 0      | 1/2  |
| Belgia                                                                                              | Bilans występów klubu w rozgrywkach piłkarskich Belgii (Stan na 31 maja 2020 r.) |        |       |   |   |   |    |    |     |                                                                                                   |        |        |      |

## Struktura klubu

### Stadion
Klub piłkarski rozgrywał swoje mecze domowe na Stade de Buraufosse w Saint-Nicolas o pojemności 11000 widzów. Wcześniej do 1960 grał na Stade du Pont d'Ougrée, który mógł pomieścić 15000 kibiców. W latach 1913–1925 występował na boisku Le Bois d'Avroy w Sclessin.

## Kibice i rywalizacja z innymi klubami

### Derby
- RRFC Montegnée
- R St-Nicolas FC